# Masud Minhas
Masud Minhas (n. 1911, Sarikue⁠(d), Punjab⁠(d), India Britanică – d. 1936, Chennai, India Britanică) a fost un jucător de hochei pe iarbă ce a reprezentat India Britanică, medaliat olimpic. A participat la o ediție a Jocurilor Olimpice (1932) în care a câștigat o medalie de aur.

## Participări
Lista de mai jos prezintă principalele competiții la care a participat Masud Minhas de-a lungul carierei.
- field hockey at the 1932 Summer Olympics[*]